# Sharon Laws

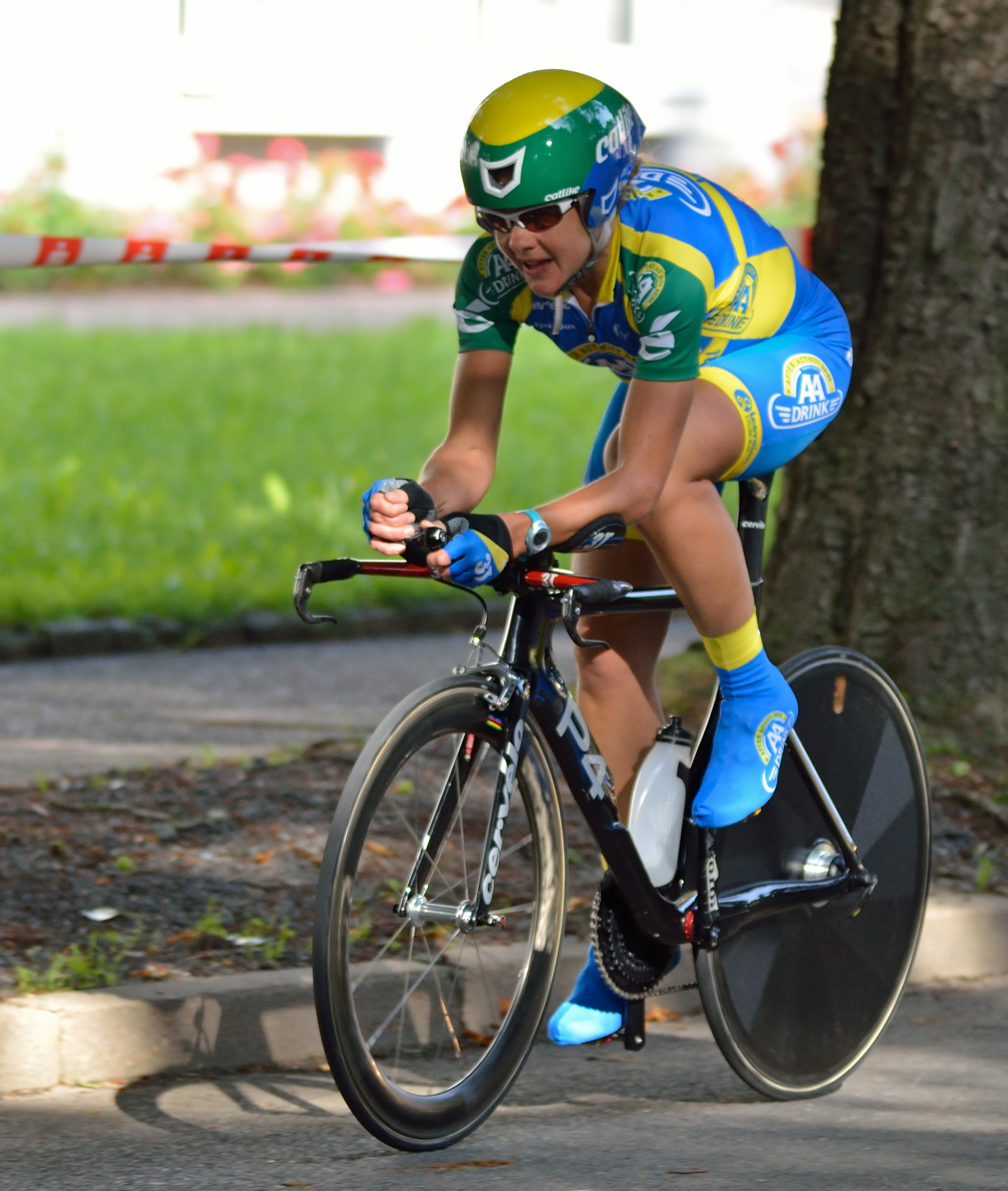
Sharon Laws en el Tour de Turingia femenino 2012.

Sharon Laws (Nairobi, 7 de julio de 1974-16 de diciembre de 2017) fue una ciclista profesional británica. Tras destacar en 2007 en algunas pruebas amateurs de Australia, debutó como profesional en abril de 2008 y ganó el Campeonato del Reino Unido Contrarreloj ese mismo año. Volvió al amateurismo en 2010, pero a partir de 2011 se asentó en el profesionalismo.

### Retiro y muerte
Laws se retiró del ciclismo profesional en agosto de 2016. En octubre de ese año, anunció que se le había hecho el diagnóstico de cáncer cervical (cáncer cervico-uterino), por lo cual había iniciado el tratamiento de quimioterapia hacía seis meses. Laws murió el 16 de diciembre de 2017, a los 43 años, por complicaciones propias de la enfermedad.

## Palmarés
2008
- Campeonato del Reino Unido Contrarreloj

2010
- Una etapa del Tour Cycliste Féminin International de l'Ardèche

2012
- Campeonato del Reino Unido Contrarreloj

## Resultados en Grandes Vueltas y Campeonatos del Mundo
Durante su carrera deportiva consiguió los siguientes puestos en las Grandes Vueltas femeninas y en los Campeonatos del Mundo en carretera:
| Carrera              | 2008 | 2009 | 2010 | 2011 | 2012 | 2013 | 2014 | 2015 | 2016 |
| -------------------- | ---- | ---- | ---- | ---- | ---- | ---- | ---- | ---- | ---- |
| Giro de Italia       | -    | -    | Ab.  | 17.ª | 16.ª | 79.ª | 42.ª | 59.ª | -    |
| Tour de l'Aude       | 6.ª  | -    | 15.ª | X    | X    | X    | X    | X    | X    |
| Grande Boucle        | -    | -    | X    | X    | X    | X    | X    | X    | X    |
| Mundial en Ruta      | 28.ª | 28.ª | 16.ª | 81.ª | 39.ª | -    | -    | -    | -    |
| Mundial Contrarreloj | 19.ª | -    | -    | -    | -    | -    | -    | -    | -    |

-: no participa

Ab.: abandono

X: ediciones no celebradas

## Equipos
- Team Halfords Bikehut (2008)[3]
- Cervélo (2010-2011)
  - Cervélo Test Team (2010)
  - Garmin-Cervélo (2011)
- AA Drink-Leontien.nl Cycling Team (2012)
- Lotto Belisol Ladies (2013)
- UnitedHealthcare Professional Cycling Team (2014)
- Bigla Pro Cycling Team (2015)
- Podium Ambition Pro Cycling p/b Club La Santa (2016)